# Alexandre Volguine
Alexandre (André) Volguine, né le 3 mars 1903 à Nova Praha en Ukraine et mort le 23 juin 1976 à Nice, est un astrologue français d'origine russe.

## Biographie et notoriété
Alexandre Volguine naît le 3 mars 1903 à Nova Praha en Ukraine. Il arrive en France dès son plus jeune âge après la révolution russe.
En 1927 il fonde La Revue française d'Astrologie, suivie en 1937 de la revue Les Cahiers astrologiques.
Pendant la Seconde Guerre mondiale, il est arrêté par les nazis et placé dans un camp de concentration.
Le Larousse Encyclopedia of Astrology indique qu'Alexandre Volguine est « généralement considéré comme le plus grand astrologue français du XXe siècle ».
Il meurt le 23 juin 1976 à Nice.

## Publications

### Ouvrages
- 1933 : Les Astres parlent (Imprimerie centrale) ; rééd. Les Anneaux de Saturne, 2022.
- 1937 : Techniques des révolutions solaires, Les Cahiers astrologiques, Éditions Dervy, 2000  (ISBN 2-84454-058-9)
- 1940 : Soyez vous-même votre astrologue, Flammarion
- 1946 : L'Astrologie chez les Mayas et les Aztèques, Les Cahiers astrologiques
- 1946 : Les Maîtres de l'occultisme, collection des textes fondamentaux et des travaux originaux sur les diverses branches de la tradition occulte
- 1953 : L'Interprétation astrologique des rêves, Dervy
- 1953 : L'Ésotérisme de l'astrologie, Dangles
- 1956 : Mondastrologie Wiederherstellung (Astrologie lunaire), Baumgartner, Warpke-Billerbeck (OCLC 73758872)
- 1957 : Journal d'un astrologue, dans lequel sont évoqués des problèmes astrologiques non encore traités et pleins de données nouvelles théoriques et pratiques (Niclaus)
- 1960 : Le Symbolisme de l'aigle, Les Cahiers astrologiques
- 1974 : La Signification des encadrements dans l'horoscope, Dervy  (ISBN 2-85076-110-9)

Posthumes
- 1977 : Vade-mecum des aspects astrologiques, Les Cahiers astrologiques  (ISBN 2-901182-03-8)
- 1980 : Le Maître de nativité (Éditions traditionnelles, 2000  (ISBN 2-7138-0129-X)

### Contributions
- 1941 : Prophéties perpétuelles de Thomas-Joseph Moult, 1608, précédées d'une étude d'A. Volguine